# Мухадзе, Григорий Михайлович
Григорий Михайлович Мухадзе (12 января 1879 года, Тифлис, Российская империя — 8 октября 1948 года, Тбилиси, ГрузССР, СССР) — российский и советский хирург, гематолог, академик АН ГрузССР (1944), АМН СССР (1944).

## Биография
Родился 12 января 1879 года в Тифлисе.
В 1908 году — окончил медицинский факультет Императорского Томского университета, затем до 1910 года — ординатор факультетской хирургической клиники Томского университета.
С 1910 года — хирург в Минусинске, Красноярске, Томске.
В 1911 году — вернулся в Грузию, где заведовал хирургическим отделением в приисковой больнице города Чиатура.
В 1912 году — присвоена учёная степень доктора медицины.
В 1913 году — работает за границей, где знакомился с работой хирургических клиник в Германии, Англии, Франции.
Участник Первой Мировой войны, главный врач и главный хирург Тифлисского военного лазарета № 8 Союза городов.
В 1918 году — организовал и возглавил ортопедический (травматологический) институт.
С 1919 года — заведующий хирургическим отделением Михайловской больницы Тифлиса.
С 1919 года — заведующий кафедрой общей хирургии, с 1921 по 1948 года — заведующий кафедрой госпитальной хирургии Тифлисского университета (сейчас это Тбилисский государственный медицинский университет), один из организаторов медицинского факультета, избирался деканом лечебного факультета.
Одновременно с 1925 по 1927 годы возглавлял Республиканский центральный клинический институт НКЗ Грузинской ССР.
В 1932 году — организовал и руководил Республиканской центральной станцией переливания крови (с 1935 года — НИИ переливания крови Минздрава Грузинской ССР) и руководил им до 1948 года.
С 1935 по 1948 годы — руководил кафедрой переливания крови Тифлисского (с 1936 г. — Тбилисского) института усовершенствования врачей.
С 1944 по 1948 годы — возглавлял созданный им НИИ экспериментальной и клинической хирургии и гематологии АН Грузинской ССР.
В 1944 году — избран академиком АН Грузинской ССР, АМН СССР.
Умер 8 октября 1948 года в Тбилиси.

## Научная деятельность
Специалист в области хирургии и гематологии.
Первым в Грузии с 1911 года стал осуществлять пересадку мочеточников в прямую кишку по методу Тихова.
Особое внимание уделял переливанию крови, сконструировал передвижной кабинет переливания крови, применил метод двухэтапной заготовки консервированной крови, разработал показания и противопоказания к переливанию крови.
Совместно с учениками создал оригинальное двухтомное руководство по частной хирургии.
Автор первого оригинального учебника по переливанию крови на грузинском языке, переведенного им на русский язык.
Под его руководством защищено 11 докторских и 34 кандидатские диссертации.
Автор около 90 работ, в том числе 10 монографий по анестезиологии, урологии, хирургии сердца и сосудов, органов брюшной полости, трансфузиологии.
В 1933 году являлся инициатором создания и председателем хирургической секции общества врачей Грузии (с 1947 года — хирургическое общество).
Избирался депутатом Тбилисского горсовета, членом президиума Ассоциации хирургов СССР, Ученого Совета НКЗ Грузинской ССР.

## Память
Его именем были названы улицы в Тбилиси и Чиатуре, научно-исследовательский институт переливания крови, Тбилисское научное общество хирургов, Чиатурская больница, именная стипендия Тбилисского медицинского института.
Установлены памятники на территории бывшей Михайловской больницы, в которой он работал, Института переливания крови и на могиле, а также три мемориальных доски.

## Награды
- Орден Трудового Красного Знамени
- Орден «Знак Почёта»
- Заслуженный деятель науки Грузинской ССР (1946)